# Oberdrum
Oberdrum è una località abitata austriaca di Oberlienz, facente parte del distretto di Lienz (detto Tirolo Orientale), nello Stato del Tirolo.

## Storia
È la zona più vecchia del comune di Oberlienz, di cui è diventata una frazione. Per un certo periodo ha avuto un sindaco autonomo ed ha rappresentato una municipalità indipendente.

## Geografia fisica
L'abitato si trova in zona collinare, a circa 2 km da Oberlienz, su di una strada che porta alla località di Prappernitze e sale verso il parco nazionale Hohe Tauern. Dalla città di Lienz, con cui è collegato direttamente tramite una strada secondaria, dista circa 5 km.
L'arteria stradale principale più vicina è la strada statale 108, a valle di Oberlienz, chiamata "Felbertauern Bundestraße" e collegante Lienz con Mittersill, nel distretto salisburghese di Zell am See.